# Rohovi Smolearî, Liuboml
Rohovi Smolearî (în ucraineană Рогові́ Смоляри) este un sat în comuna Stolînski Smolearî din raionul Liuboml, regiunea Volînia, Ucraina.

## Demografie
Componența lingvistică a localității Rohovi Smolearî
     Ucraineană (100%)
Conform recensământului din 2001, toată populația localității Rohovi Smolearî era vorbitoare de ucraineană (100%).